# Försäkringsbolaget Ansvar
Försäkringsbolaget Ansvar, Ansvarkoncernen eller Ansvargruppen var en grupp av försäkringsbolag för helnyktra. Det blev senare SalusAnsvar, vars försäkringsverksamhet numera uppgått i flera andra svenska och utländska bank- respektive försäkringskoncerner.
I gruppen ingick det svenska Ansvar ömsesidig sakförsäkring för helnyktra såsom moderbolag, grundat 1932 (tidigare Motorförarna, ömsesidigt försäkringsbolag för helnyktra), Ansvar ömsesidig livförsäkring för helnyktra, grundat 1982, och Ansvar International Försäkringsaktiebolag, holdingbolag för gruppens utländska verksamheter, grundat 1958, samt ett antal utländska hel- respektive delägda samt flera ömsesidiga försäkringsbolag.
Gruppen bedrev försäkringsverksamhet under namnet Ansvar på samtliga marknader i Norden, (i Finland under namnet Vakuutus ARA och på Island under namnet Abyrgd), i flera europeiska länder, däribland Belgien, Nederländerna, Storbritannien och Tyskland, i Australien, Nya Zeeland och Japan samt i USA.  
I dotterbolagen Idea Sakförsäkring AB och Idea Livförsäkring AB samt genom en agentur för det brittiska the Guardian Royal Exchange tecknade moderbolaget försäkring för idéburna grupper på den allmänna marknaden. Ansvar var även delägare i flera andra försäkringsbolag, däribland i Kredit-Garanti Försäkringsaktiebolag (hälftenägt med Länsförsäkringar), Multicontinental Reinsurance Corporation (samriskföretag med Lincoln National, Groep Josi och Lloyd Adriatico) samt i Preferred Risk Insurance (senare GuideOne Insurance), en ledande kyrkoförsäkringskoncern i Förenta staterna.
Under 1997 gick Ansvars nordiska verksamhet och Sveriges Läkarförbunds försäkringsrörelse Salus samman, under namnet SalusAnsvar. Ansvars utländska verksamhet avyttrades före sammanslagningen till nationella försäkringsbolag. Svenska nykterhetsförbund tog under namnet Roppongi kontrollen över det kapital som ansamlats i Ansvars ömsesidiga verksamhet.
SalusAnsvars inriktning fokuserades till medlemmar i akademikerorganisationer och idéburna organisationer i Sverige. Verksamheten omfattade sak-, liv- och fondförsäkring, bankrörelse samt fond- och kapitalförvaltning.
SalusAnsvar har efter millennieskiftet redovisat betydande förluster och dess kunder erfarit en starkt negativ utveckling av sitt försäkringssparande i koncernens bolag. Efter överlåtelser av koncernens försäkringsverksamheter till andra svenska försäkringsgivare bedriver bolaget förmedling av försäkrings- och finansiella tjänster för andra företag. SalusAnsvar var noterat på Stockholms fondbörs, ägdes sedan av DnB NOR och från 2012 av Folksam.

## Verkställande direktörer
- 1932-57 Bror-Gustaf Bylund
- 1958-83 Gunnar Nelker (för Ansvar International till 1980)
- 1983-86 Rolf Wirtén
- 1986-93 Siewerth Karlson (för Ansvar International sedan 1980)
- 1993-94 Bengt Göransson
- 1994-96 Sven-Erik Köhlin